# Valea Seacă, Iași
Valea Seacă este satul de reședință al comunei cu același nume din județul Iași, Moldova, România.